# Oostkapelle
Oostkapelle (seeländisch Oôskappel) ist ein Dorf in der Gemeinde Veere auf der Halbinsel Walcheren in der niederländischen Provinz Zeeland. Am 1. Januar 2024 wurden 2285 Einwohner ermittelt, es zählt somit zu den größeren Orten der Gemeinde. Das Dorf besteht aus einem kleinen bebauten Ortskern und noch vielen alten Bauernhöfen. Im Norden von Oostkapelle liegt ein großes Ferienwohngebiet mit Ferienhäusern, Campingplätzen und Hotels. Das Gebiet ist flächenmäßig ungefähr doppelt so groß wie der ursprüngliche Ort.
Bedeutendste Sehenswürdigkeit ist die evangelische Pfarrkirche mit ihrem monumentalen Turm aus dem 14. Jahrhundert, der in den Sommermonaten bestiegen werden kann.
Oostkapelle verdankt seinen Namen einer Kapelle, die hier in früheren Zeiten gestanden haben muss, zusammen mit einer anderen Kapelle, die wohl dort war, wo das heutige Westkapelle liegt.
Nach dem Zweiten Weltkrieg entwickelte sich Oostkapelle genau wie Domburg und Zoutelande zu einem Badeort.

## Persönlichkeiten
- Matthijs Röling (* 1943), Künstler
- Jan Zwemer (* 1960), Historiker
- Leen de Broekert (* 1949), Pianist